# 5132 Maynard
5132 Maynard (1990 ME) là một tiểu hành tinh vành đai chính được phát hiện ngày 22 tháng 6 năm 1990 bởi H. E. Holt ở Palomar.